# Beyləqan
Beyləqan (ook geschreven als Beylagan) is een stad in Azerbeidzjan en is de hoofdplaats van het district Beyləqan. 
De stad telt 15.500 inwoners (01-01-2012).